# Commicarpus
Commicarpus é um género botânico pertencente à família Nyctaginaceae.

## Espécies
1. Commicarpus adenensis
2. Commicarpus ambiguus
3. Commicarpus arabicus
4. Commicarpus australis
5. Commicarpus boissieri
6. Commicarpus brandegei
7. Commicarpus chinensis
8. Commicarpus coctoris
9. Commicarpus decipiens
10. Commicarpus fallacissimus
11. Commicarpus grandiflorus
12. Commicarpus greenwayi
13. Commicarpus heimerlii
14. Commicarpus helenae
15. Commicarpus hiranensis
16. Commicarpus insularum
17. Commicarpus lantsangensis
18. Commicarpus leleensis Friis & Sebsebe [3]
19. Commicarpus macrothamnus Friis & O.Weber [3]
20. Commicarpus mistus
21. Commicarpus montanus
22. Commicarpus parviflorus
23. Commicarpus pedunculosus
24. Commicarpus pentandrus
25. Commicarpus pilosus
26. Commicarpus plumbagineus
27. Commicarpus praetermissus
28. Commicarpus ramosissimus
29. Commicarpus raynalii
30. Commicarpus reniformis
31. Commicarpus scandens
32. Commicarpus simonyi
33. Commicarpus sinuatus
34. Commicarpus squarrosus
35. Commicarpus stenocarpus
36. Commicarpus tuberosus